# Rumuruti-Chondrit
Die Rumuruti-Chondrite (oder kurz R-Chondrite) sind eine recht seltene Gruppe von Chondriten (eine Meteoritenart), von denen es zurzeit weltweit nur 19 Funde gibt. Die Einteilung dieser Gruppe ist relativ neu.
Die Hälfte aller R-Chondrite bestehen aus hellen Bruchstücken (Klasten), die in eine dunkle, feinkörnige Grundmasse (Matrix) eingebettet sind. Das bedeutet, dass sich das Muttergestein aus zwei unterschiedlichen Gesteinen zusammensetzt, die durch den Einschlag eines anderen Meteoriten auf den Mutterkörper fragmentiert und wieder verschweißt wurden.